# Ulrica Schenström
Ewa Ulrica Schenström, född 30 juni 1972 i Vaxholms församling, död 9 juni 2025 i Sankt Matteus distrikt i Stockholm, var en svensk kommunikationsrådgivare, politisk kommentator och moderat politiker. Hon var statssekreterare hos Fredrik Reinfeldt i statsrådsberedningen med ansvar för stab, inrikesplanering och kommunikation 2006–2007. Sedan 2020 var hon vd för den gröna och liberala tankesmedjan Fores.

## Politisk karriär
Ulrica Schenström var 1994–1996 organisationssekreterare i Fria Moderata Studentförbundet. Strax efter valet 2002 efterträdde hon Lena Magnergård som presschef för Moderaterna. Inför riksdagsvalet 2006 ansågs hon tillhöra partiets innersta kärna. På tidskriften Fokus lista över de 100 mest inflytelserika personerna i Sverige år 2007 placerade sig Schenström på plats 17.
Schenström avgick som statssekreterare den 1 november 2007 några dagar efter att Aftonbladet publicerat bilder från en restaurang där hon drack vin med och  umgicks under ovanligt informella former med TV4:s politiske reporter Anders Pihlblad, vilket kom att utvecklas till den så kallade Schenströmaffären. I en utfrågning i riksdagen bekräftade Reinfeldt att Schenström vid den aktuella kvällen ingick i den jour som hade krisberedskap. Efter mediedrevet som följde skrev Pihlblad boken Drevet går.
Schenström var ordförande i Moderatkvinnorna från 2017 till 2019.

## Karriär inom kommunikationsrådgivning
Från 2008 arbetade Ulrica Schenström som seniorkonsult inom kommunikationsrådgivning och public affairs hos pr- och kommunikationsbyrån Hallvarsson & Halvarsson. Som politisk kommentator medverkade Schenström i bland annat Aftonbladets ledarsidas veckovisa podcast Åsiktskorridoren tillsammans med ledarsidans Anders Lindberg, Ingvar Persson, Jonna Sima och Daniel Swedin.
I november 2018 meddelade Schenström att hon skulle lämna Hallvarsson & Halvarsson för att starta egen kommunikationsbyrå under namnet Schenström & Co. I mars 2020 tillträdde hon som ny vd för tankesmedjan Fores.

## Familj
Ulrica Schenström var gift med PR-mannen Anders Johansson som avled 2020. Hennes morfars far var bror till August, Curt och Anna Schenström.